# Jakob Gruber (Bildhauer)

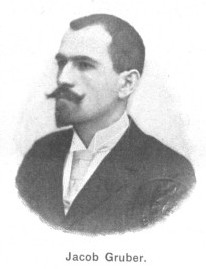
Jakob Gruber, 1900

Jakob Gruber (* 23. Juli 1864 in Hallein; † 9. Juli 1915 in Wien) war ein österreichischer Bildhauer.

## Leben
Gruber war Sohn eines Bergmannes, was sich in seinen Werken zum Thema Bergbau widerspiegelt. Ursprünglich arbeitete er als Holzschnitzer und Ornamentiker. Nach dem Militärdienst zog er nach Wien und studierte 5 Jahre an der Kunstgewerbeschule. Gruber wurde mit von der Schwestern-Fröhlich-Stiftung durch ein Stipendium unterstützt. Anschließend studierte Gruber von 1892 bis 1898 an der Akademie der bildenden Künste in Wien bei Caspar Zumbusch. 1895 wurde er mit dem Hofpreis für sein Werk „Kampf“ ausgezeichnet, 1900 erhielt er den Reichel-Preis für Bildhauerei für die Bronzegruppe „Verschüttete Bergknappen“.

## Werke
Grubers Werke sind vorwiegend Plastiken in Lebensgröße. Auch fertigte er Portraitmedaillons, diese vor allem in Rom, Florenz und Neapel. Seine Kunstwerke wurden unter anderem in Wien, Berlin und München ausgestellt. Zu seinen bekanntesten Werken gehören:

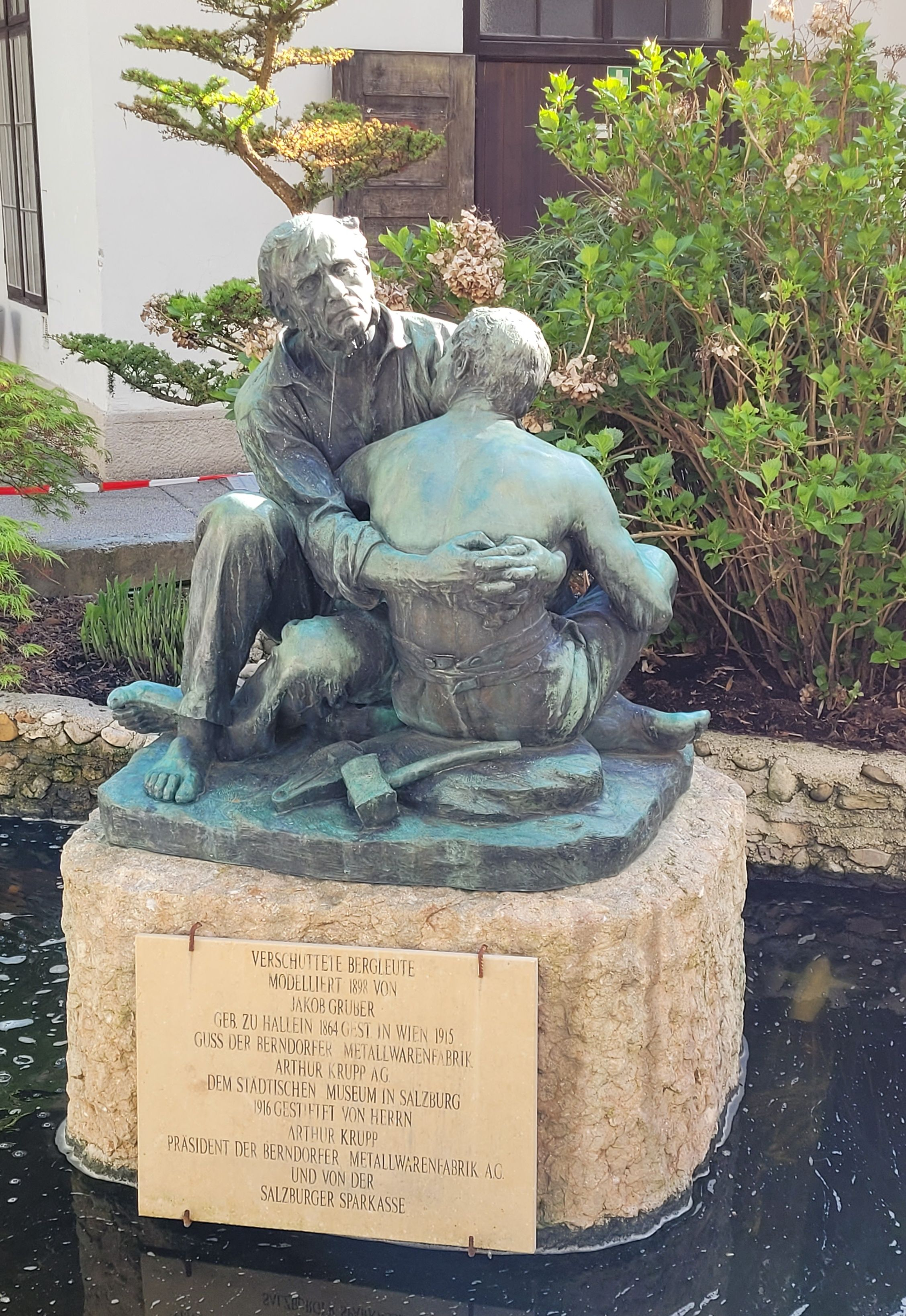
"Verschüttete Bergleute" Bronzeplastik von Jakob Gruber

- Verschüttete Bergleute, Plastik 1898, in Hallein[1].
- Kämpfende Schiffbrüchige
- Mutter Mozarts mit Tochter Nannerl, Doppelrelief 1906, in Sankt Gilgen[2].